# Воздушный взрыв

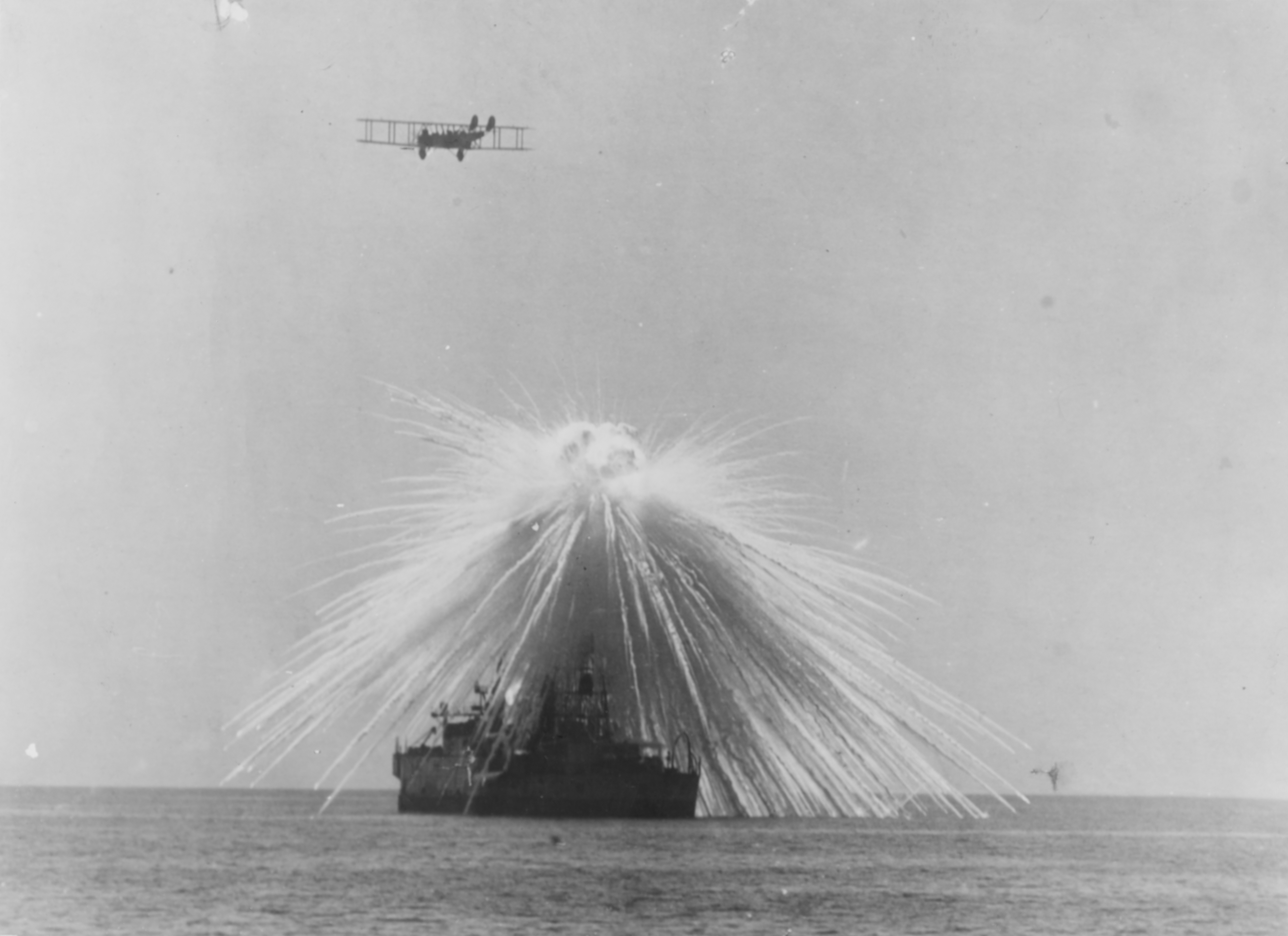
Испытательный воздушный взрыв фосфорной авиабомбы над кораблём USS Alabama (BB-8) в 1921 году

Воздушный взрыв, также Воздушный разрыв, Воздушный подрыв (англ. Airburst) —  термин, использующийся преимущественно в военном деле. Воздушным разрывом называют детонацию взрывных устройств, таких как артиллерийские снаряды, противопехотные мины, гранаты и т.д., в воздухе, в отличие от детонации при контакте с землей или с поверхностью цели. Такой способ подрыва используется для увеличения поражающей способности снаряда. Главным преимуществом воздушного взрыва является то, что энергия от взрыва и поражающие осколки распределяются более равномерно и на более обширную площадь, однако максимальная энергия в эпицентре при таком взрыве ниже чем при обычном.
Иногда этот термин ошибочно применяется к явлениям естественного происхождения, сопровождаемых возмущениями воздушных масс с формированием ударной волны. К таким явлениям могут относиться молнии или входящие на большой скорости в земную атмосферу метеоры. А также может использоваться в качестве названия одной из технологий очистки скважин, колодцев и оборудования водоснабжения
.

## История

### Огнестрельное и ракетное оружие
История создания технологии детонации снарядов в воздухе началась еще в XVIII в. Генри Шрапнель около 1780 года, будучи офицером британской армии, создал снаряд, который мог разрываться в воздухе, для того чтобы увеличить эффективность, распространенных в то время, снарядов с картечью. Эти снаряды широко использовались во время Англо-американской войны 1812 года и так же оставались на вооружении вплоть до Первой мировой войны. Воздушный разрыв использовался в снарядах для поражения живой силы противника. Заряд детонировал сверху, над позициями пехоты, обрушивая на нее град из шариков шрапнели, что способствовало уничтожению большего числа солдат одним снарядом.  Однако шрапнель становилась малоэффективной, когда противник использовал для укрытия окопы, тогда такие снаряды использовались для поражения полевых укреплений и пехоты на открытых пространствах. В ходе Первой мировой войны шрапнельные снаряды были вытеснены более эффективными осколочными гранатами.
Среди современных снарядов по прежнему можно найти образцы, использующие в качестве "начинки" шрапнель. Примером такого снаряда может являться танковый снаряд M1028 «Дробовик», используемый в Американских танках М1А1 и А2 «Абрамс».Еще одним примером могут быть кассетные боеприпасы, в которых также используется принцип шрапнельного снаряда
.
Во время Второй мировой войны, был изобретен радиовзрыватель, который контролировался радаром Доплера, находящимся внутри оболочки снаряда и инициировал подрыв, когда снаряд находился на необходимом расстоянии до цели, что существенно повышало эффективность таких снарядов.
Также и некоторые противопехотные мины того времени были оборудованы средствами воздушного разрыва, примером такой мины может служить противопехотная мина «S-мина», прозванная американскими солдатами «Прыгающая Бетти» (англ. «Bouncing Betty»). Подобные мины ,при контакте с ними, выбрасывали основной снаряд вверх, который взрывался на уровне приблизительно одного метра над землей, тем самым увеличивая радиус взрыва и ущерб, вызванный детонацией, ударной волной и осколками.
В ходе Войны во Вьетнаме США широко использовали снаряды с воздушным подрывом для обороны своих наземных баз, используя так называемые тактики "Killer Junior" (рус. «Младший убийца»), когда использовались снаряды от 105 до 155 мм и "Killer Senior" (рус. «Старший убийца»), когда использовались снаряды большего калибра.
Более современными примерами подобных снарядов могут служить такие, как ВОГ-25П «подкидыш», который представляет собой 40мм осколочную гранату, содержащую  в себе второстепенный заряд, который выбрасывает основной заряд на 1,5 метра выше уровня точки контакта снаряда с целью, перед тем как основной заряд сдетонирует, что позволяет эффективнее поражать лежащего или находящегося в окопе противника и его американский аналог M397A1 Airburst. Также технология воздушного взрыва используется в фосфорных боеприпасах
и в боеприпасах объемного взрыва, для увеличения радиуса поражения.Снаряды с воздушным разрывом используются и в качестве оборонительных мер, в установках противоракетной и противовоздушной обороны, а также в оружии нелетального действия.

### Ядерное оружие
К ядерному оружию преимущественно применяют термин атмосферный взрыв, вместо воздушного, поскольку последний является подвидом атмосферного ядерного взрыва. Атмосферный взрыв обычно происходит на расстоянии от 100м до 100 000 м от уровня поверхности земли. Данный способ подрыва используется для увеличения силы поражающих факторов, а также для уменьшения радиоактивного заражения местности. Раскаленное ядро заряда не соприкасается с землей во время взрыва, тем самым уменьшая количество осколков и обломков, которые испаряются от высоких температур и собираются в радиоактивное облако, что уменьшает последнее в размерах. Облако поднимается на большую высоту, уносится ветром и рассеивается на большом пространстве. В результате этого радиоактивное заражение возможно только вокруг эпицентра взрыва
.
При воздушном взрыве ударная сферическая волна достигает земной поверхности и отражается от нее. На некотором расстоянии от эпицентра взрыва фронты отраженной и падающей волн сливаются, вследствие чего образуется головная волна с вертикальным фронтом, распространяющаяся вдоль земной поверхности, что увеличивает силу взрывной волны 
.
В 1945 году США сбросили 2 ядерных заряда на города Хиросима и Нагасаки, которые были взорваны с использованием технологии атмосферного взрыва,
для увеличения разрушительной силы и уменьшения радиоактивного заражения, так как вскоре после сброса зарядов США планировали ввести свои войска в эти города.
В 1961 году СССР провели испытания водородной бомбы АН602 на полигоне «Новая земля», которая впоследствии была названа «Царь-бомба» и стала известна как самая мощная в мире термоядерная бомба. Данная бомба также была взорвана по технологии атмосферного взрыва, на расстоянии 4000 м над целью.

## Тактическая составляющая
В зависимости от типов снарядов и поставленных целей, в боевых действиях снаряды с воздушным разрывом используются как против пехоты на открытых пространствах или находящихся в укрытиях, так и против воздушной и наземной техники противника.
В боевых действиях с использованием ядерного вооружения применение воздушного взрыва необходимо преимущественно для поражения наземных и надводных целей, для выведения из строя радиосвязи, радарных систем, а также для уменьшения радиоактивного заражения.

## Не военное применение
В гражданской промышленности технология воздушного разрыва широко используется в фейерверках и разнообразных невоенных пиротехнических установках различного типа.